# Похоть
По́хоть — грубое чувственное половое влечение, сладострастие.

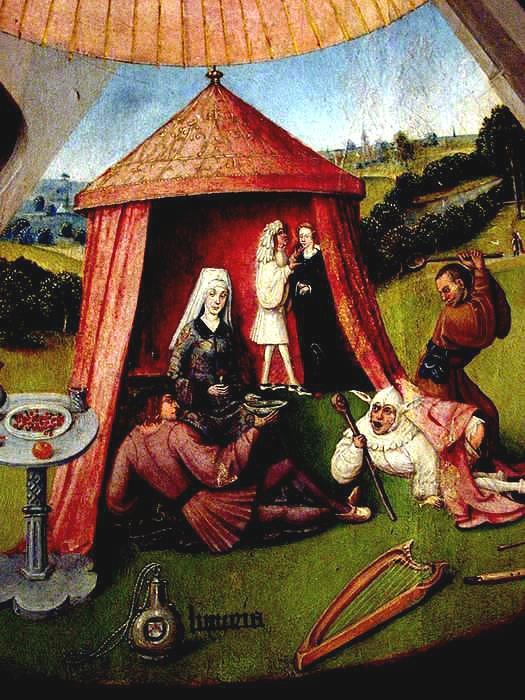
Похоть (фрагмент картины «Семь смертных грехов» И. Босха)

В христианстве — всякая незаконная страсть и желание, отвращающее человека от Бога, развращение сердца, влекущее ко злу и греху. Один из главных грехов.
Фома Аквинский считал похоть (luxuria) грехом (peccatum) и пороком (vitium), отмечая в ней избыточное и противное разуму стремление к совершению половых актов. Между тем, половые акты в рамках супружеского союза (matrimonio) ради зачатия детей к похоти отношения не имели. К видам реализации похоти Фома относил:
1. простой блуд (fornicatio: соитие пары, не состоящей в браке);
2. прелюбодеяние (adulterium: соитие с замужней женщиной);
3. кровосмешение (incestus: соитие с кровной родственницей);
4. совращение (stuprum: соитие с девицей, находящейся под отцовской опекой);
5. изнасилование (raptus: принуждение к соитию при помощи насилия).

## Борьба с похотью в христианстве

### В Ветхом Завете
Уже самый первый грех оказался связанным с похотью в отношении к растению:

И увидела жена, что дерево хорошо для пищи, и что оно приятно для глаз и вожделенно, потому что дает знание; и взяла плодов его и ела; и дала также мужу своему, и он ел. И открылись глаза у них обоих, и узнали они, что наги, и сшили смоковные листья, и сделали себе опоясания.
— Быт. 3:6−7
По Библии, похоть — один из самых частых и опасных грехов, при этом он настолько заразный, что о случаях похоти в переводе на церковнославянский упоминается очень деликатно, как бы вскользь, например: Быт. 6:2−7, Быт. 12:14−18, Быт. 19:4−14, Быт. 20:2−8, Быт. 34:2, Быт. 38:9−10, Быт. 39:7−12, Чис. 25:1, Суд. 14:1−3, Суд. 19:22−26, 1Цар. 14:2−22 и др.

### В Евангелии
Евангелие предлагает крайние меры отсечения человеком своей похоти:

Вы слышали, что сказано древним: не прелюбодействуй. А Я говорю вам, что всякий, кто смотрит на женщину с вожделением, уже прелюбодействовал с нею в сердце своем. Если же правый глаз твой соблазняет тебя, вырви его и брось от себя, ибо лучше для тебя, чтобы погиб один из членов твоих, а не все тело твое было ввержено в геенну. И если правая твоя рука соблазняет тебя, отсеки ее и брось от себя, ибо лучше для тебя, чтобы погиб один из членов твоих, а не все тело твое было ввержено в геенну.
Сказано также, что если кто разведется с женою своею, пусть даст ей разводную. А Я говорю вам: кто разводится с женою своею, кроме вины прелюбодеяния, тот подает ей повод прелюбодействовать; и кто женится на разведённой, тот прелюбодействует.
— Мф. 5:27−32

### В апостольских посланиях
О тесной связи похоти и греха сообщается уже в апостольских посланиях, составляющих часть Нового Завета:

…каждый искушается, увлекаясь и обольщаясь собственною похотью; похоть же, зачав, рождает грех…
— Иак. 1:14−15
Более широкое понимание похоти в христианстве отражается в том, что это слово в апостольских посланиях упоминается и во множественном числе:

…довольно, что вы в прошедшее время жизни поступали по воле языческой, предаваясь нечистотам, похотям (мужеложству, скотоложству, помыслам), пьянству, излишеству в пище и питии и нелепому идолослужению…
— 1Петр. 4:3
Далее апостол Пётр в своём 1-м послании говорит о необходимости избегать похотей:

…не сообразуйтесь с прежними похотями, бывшими в неведении вашем…
— 1Петр. 1:14

Возлюбленные! прошу вас, как пришельцев и странников, удаляться от плотских похотей, восстающих на душу…
— 1Петр. 2:11
Сходную мысль можно найти у апостола Павла (1Кор. 10:6).
Наконец, яркое и сильное высказывание о похоти находим в 1-м послании апостола Иоанна Богослова:

Не любите мира, ни того, что в мире: кто любит мир, в том нет любви Отчей. Ибо всё, что в мире: похоть плоти, похоть очей и гордость житейская, не есть от Отца, но от мира сего. И мир проходит, и похоть его, а исполняющий волю Божию пребывает вовек.
— 1Ин. 2:15−17

## Искусство
Изображение семи смертных грехов как аллегорических фигур было обычным для средневекового искусства, причем Похоть и Алчность (Скупость) были особенно популярными. Скупость обычно персонифицировалась мужской фигурой, а Распутство — женской.
В западноевропейском искусстве Похоть (Распутство, Блуд, Вожделение, Сладострастие; лат. Libido, Luxuria) может представать в виде аллегорической, персонифицированной женской фигуры, практически всегда нагой (и с роскошными волосами). Её атрибуты: свинья, воробей в руках, пара голубей — птиц Венеры, обезьяна; коза, медведь (или его пасть), реже бык и петух. Свободное половое поведение животных сделало их естественными спутниками Похоти.
В романской и готической скульптуре (в более позднее время сохранившимся в композиции Страшного суда) существовал устоявшийся тип изображения этого греха: отталкивающая обнажённая женщина, груди и гениталии которой пожирают жабы и змеи (причём змеи могут быть похожи на локоны волос, трудноотличимы от них). Церковь толковала это так: в аду за грехи наказывают через те органы, которые эти грехи порождали. Искусствоведы указывают, что христианские художники тут пользовались древним образом Земли-Матери (Tellus Mater), которая изображалась кормящей змей — античных символов земли.
Из предметов: нагота, дудка сатира, тамбурин, маски, игральные карты — символ праздности, плётка и кандалы — символ наказания, Она может держать зеркало и гребень или быть окружённой языками пламени, зеркало также может держать обезьяна.
В эпоху средних веков Luxuria рассматривалась как злейший из семи смертных грехов, а в период Ренессанса её стали больше воспринимать как «наслаждение», погоню за чувственными удовольствиями. Похоть оборачивается Любовью и изображается с помощью фигуры Венеры (в компании козла или верхом на нём). Среди других её атрибутов — кролики и голуби. С Похотью также ассоциировалась музыка, поскольку она отвлекала душу от благородной деятельности. Поэтому музыкальные инструменты часто изображаются в аллегориях Похоти, особенности в нидерландской живописи XVII века. Предостережения против похоти могут быть частью аллегорий вкуса.